# Pardosa uncata
Pardosa uncata är en spindelart som först beskrevs av Tord Tamerlan Teodor Thorell 1877.  Pardosa uncata ingår i släktet Pardosa och familjen vargspindlar. Inga underarter finns listade i Catalogue of Life.